# Pallottolino ed il coccodrillo
Pallottolino ed il coccodrillo (Bout-de-Zan et le Crocodile) è un cortometraggio muto del 1913 diretto da Louis Feuillade.

## Trama
Pallottolino vede un pescatore e decide di disturbarlo ricevendo in cambio qualche sculacciata. Il piccolo decide allora di vendicarsi: prende un costume da coccodrillo e lo mette al cagnolino del pescatore e lo aizza contro il padrone. Pensando di essere inseguito da un vero coccodrillo l’uomo scappa con grande divertimento di un cacciatore che lo soccorre.

## Produzione
Il film fu prodotto dalla Société des Etablissements L. Gaumont.

## Distribuzione
Distribuito dalla Société des Etablissements L. Gaumont, uscì nelle sale cinematografiche francesi nell'ottobre 1913.